# Tücsökmadárfélék
A tücsökmadárfélék (Locustellidae) a madarak osztályának verébalakúak (Passeriformes) rendjébe tartozó család.

## Rendszerezés
A családba az alábbi 15 nem tartozik:
- Robsonius – 3 faj
- Elaphrornis – 1 faj
- Locustella – 25 faj
- Helopsaltes – 6 faj
- Chaetornis – 1 faj
- Megalurus – 1 faj
- Poodytes[1] – 5 faj
- Cincloramphus[1] – 9 faj
- Schoenicola – 2 faj
- Amphilais – 1 faj
- Bradypterus – 12 faj
- Dromaeocercus – 1 faj
- Malia[1] – 1 faj

Már nem használt nemek :
- Bowdleria[1] – 2 faj, beolvasztották a Poodytes nembe
- Eremiornis[1] – 1 faj, beolvasztották a Poodytes nembe
- Buettikoferella[1][2] – 1 faj, beolvasztották a Cincloramphus nembe
- Megalurulus[1][2] – 5 faj, beolvasztották a Cincloramphus nembe
- Trichocichla[1] – 1 faj, beolvasztották a Cincloramphus nembe